# Alf Zengerling
Alf Zengerling, geborener Alfred Zengerling, auch Aloys Alfons Zengerling und Ulf Zengerling; (* 21. Januar 1884 in Heyerode; † 13. Mai 1961 in Berlin) war ein deutscher Filmregisseur, Drehbuchautor und Filmproduzent.

## Leben
Als Drehbuchautor schrieb er in der Weimarer Republik mehrere Drehbücher. 1923 gründete er die Weltall-Film Compagnie GmbH (1923–1932).
In der Zeit des Nationalsozialismus führte Zengerling Filmregie bei verschiedenen Produktionen von Märchenfilmen in Berlin. Nach dem Zweiten Weltkrieg war er in den 1950er Jahren in weiteren Filmen als Filmregisseur tätig.

## Filmografie (Auswahl)
- 1920: Teufel und Circe, Drehbuch
- 1920: Der Tod im Spiegel, Drehbuch
- 1920: Tempesta, die Sturmgeborene, Drehbuch
- 1921: Die Blitz-Zentrale, Drehbuch
- 1921: Der Todesflieger, Drehbuch
- 1921: Die Blitzzentrale, Drehbuch
- 1921: Dossys Mondnachtstraum, Regie
- 1923: Sie, der Nachtfalter, Kurzfilm, Regie, Produzent
- 1923: Sie, der Landstreicher, Kurzfilm, Regie, Produzent
- 1923: Sie, der Neger und der Hund, Kurzfilm, Regie, Produzent
- 1923: Sie hat einen tollen Tag, Kurzfilm, Regie, Produzent
- 1928: Hans im Glück – Regie, Produzent: Alf Zengerling, Vorlage: Brüder Grimm
- 1928: Schneewittchen – Regie, Produzent: Alf Zengerling, Vorlage: Brüder Grimm
- 1928: Rotkäppchen – Regie, Produzent: Alf Zengerling, Vorlage: Brüder Grimm
- 1929: Brüderchen und Schwesterchen – Regie, Produzent: Alf Zengerling, Vorlage: Brüder Grimm
- 1931: Aschenbrödel – Regie, Produzent: Alf Zengerling
- 1933/1934: König Drosselbart und die hochmütige Prinzessin – Regie, Produzent: Alf Zengerling
- 1935: Der gestiefelte Kater – Regie, Produzent: Alf Zengerling, Vorlage: Brüder Grimm
- 1936: Dornröschen – Regie, Produzent: Alf Zengerling, Vorlage: Brüder Grimm
- 1937: Harzsymphonie, Produzent
- 1939: Die verzauberte Prinzessin – Regie: Alf Zengerling, Vorlage: Der Rubin von Friedrich Hebbel
- 1940: Rumpelstilzchen – Produzent und Regie: Alf Zengerling, Vorlage: Brüder Grimm
- 1949: Der deutsche Wald und sein Wiederaufbau, Regie
- 1952: Klänge aus den Bergen, Regie
- 1953: Die Prinzessin auf der Erbse, Regie
- 1953: Einst standen hier Schmieden, Regie
- 1954: Die Stadt der Türme und Tore, Regie
- 1955: Wundervolles Ligurien, Regie
- 1955:  Zeugen alter deutscher Kultur, Regie
- 1955:  Gesegnetes Land, Regie
- 1955/1956: Marmor, Regie
- 1957:  Marken, die Insel ohne Knaben, Regie
- 1957:  Es rufen die Glocken, Regie
- 1958:  Die kleine Stadt Madurodam, Regie
- 1959: Junge Generation, Regie